# Justs Sirmais

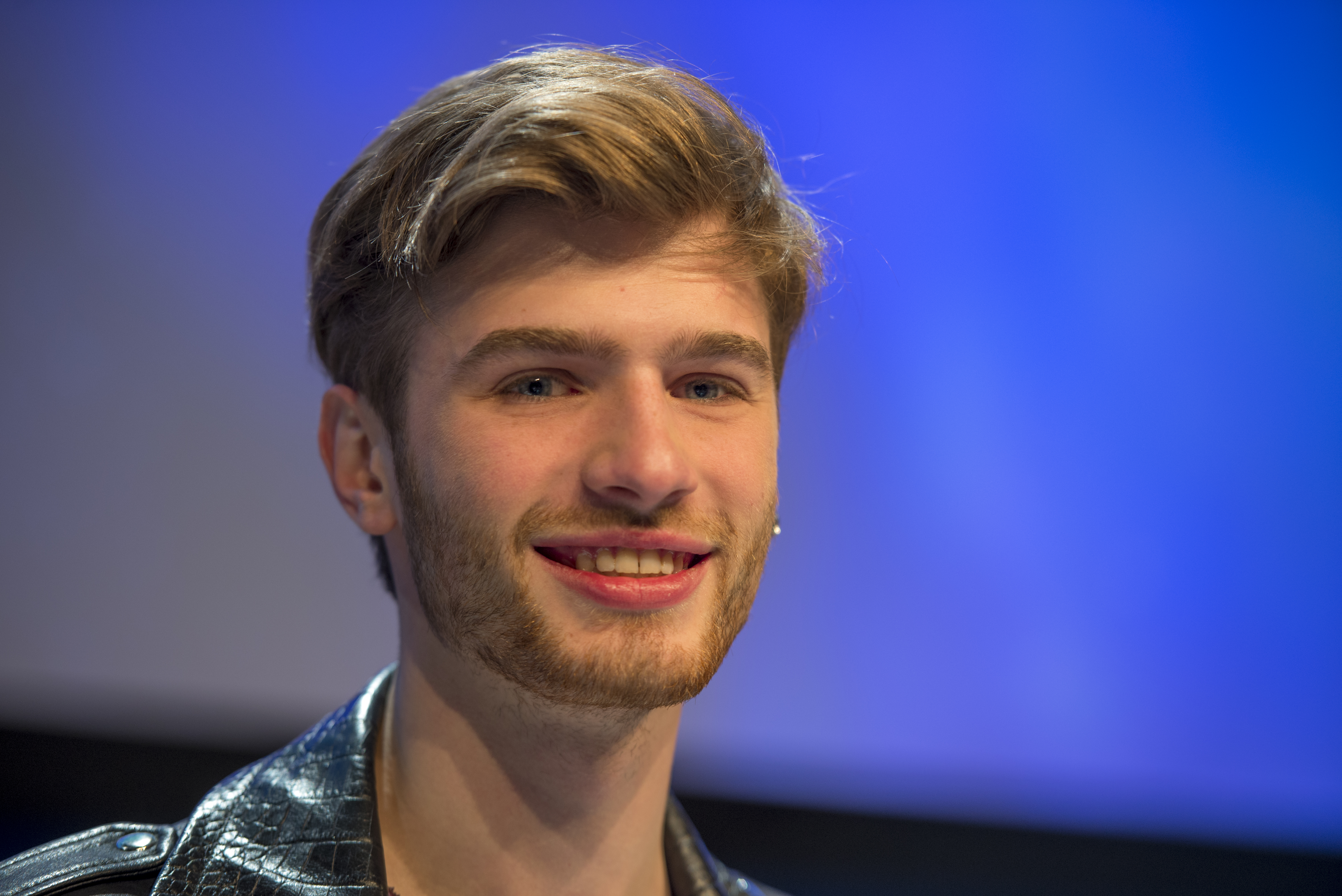
Justs Sirmais beim Eurovision Song Contest, Mai 2016

Justs Sirmais (* 6. Februar 1995 in Ķekava), bekannt als Justs, ist ein lettischer Sänger. Er vertrat sein Land beim Eurovision Song Contest 2016 in Stockholm.

## Leben und Karriere
Er besuchte als Jugendlicher das Erste Staatliche Gymnasium in Riga und spielt sowohl Gitarre als auch Klavier.
Im Februar 2016 trat der Newcomer bei der lettischen ESC-Vorentscheidung Supernova an, die er nach der Qualifikation von der Vorrunde über das Semifinale bis zum nationalen Finale gewann. Sein Wettbewerbsbeitrag Heartbeat wurde von Aminata Savadogo komponiert, die 2015 für Lettland mit einer weiteren Eigenkomposition antrat und das Land nicht nur erstmals seit 2008 in ein ESC-Finale führte, sondern dort auf Platz 6 mit 186 Punkten das nach Punkten bisher beste Ergebnis des Landes aller Zeiten erzielte. Justs qualifizierte sich im zweiten Semifinale am 12. Mai 2016 für das Finale zwei Tage darauf, wo er Platz 15 bei 26 Teilnehmern erreichte.

## Diskografie
Singles
- 2016: Heartbeat (dt.: Herzschlag)
- 2016: Ko Tu Dari? (dt.: Was machst du?)
- 2017: Message to You[3]